# NGC 7467
NGC 7467 est une  galaxie elliptique (lenticulaire ?) relativement éloignée, située dans la constellation de Pégase. Sa vitesse par rapport au fond diffus cosmologique est de 11 057 ± 301 km/s, ce qui correspond à une distance de Hubble de 163,1 ± 13,0 Mpc (∼532 millions d'al). NGC 7467 a été découverte par l'astronome allemand Albert Marth en 1864.
On doit cependant noter que l'image du projet Legacy montre un début de formation de bras spiraux. La classification de galaxie lenticulaire par la base de données HyperLeda conviendrait peut-être mieux à la morphologie de cette galaxie.
Selon la base de données NASA/IPAC, NGC 7467 est une galaxie compacte (very comapct).

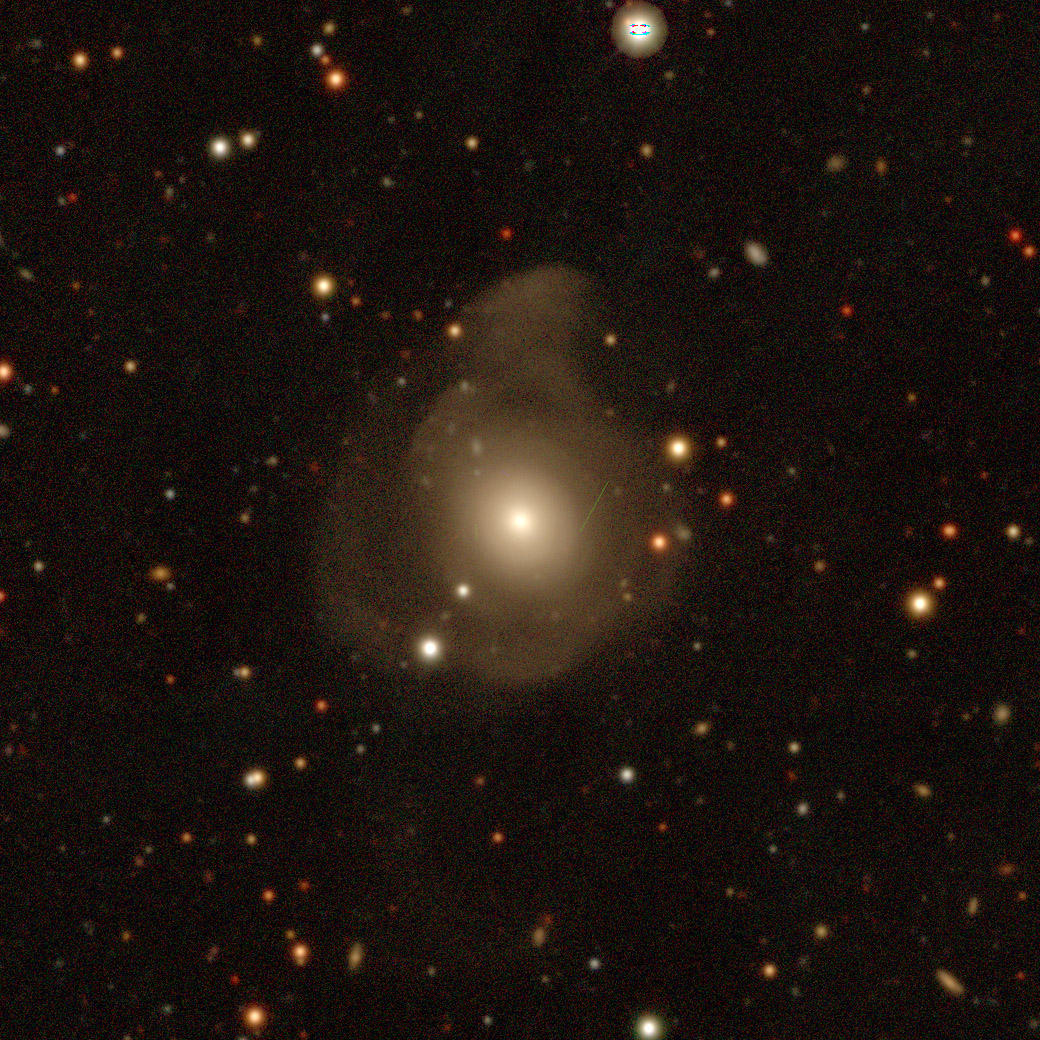
NGC 7467 par le projet « Legacy Surveys DR10 ». Cette image montre bien que NGC 7467 est une galaxie à la morphologie perturbée.